# Lemahputih (Brati)
Lemahputih is een bestuurslaag in het regentschap Grobogan van de provincie Midden-Java, Indonesië. Lemahputih telt 3156 inwoners (volkstelling 2010).